# خار مریم (سرده)
خار مریم (نام علمی: Silybum marianum)  یا مارتیغال گیاهی است از رده دولپه‌ای‌ها، راسته گل‌مینا و تیرهٔ کاسنیان. این گیاه با بازه زمانی رشد هر یک سال یا در بعضی نژادها هر دو سال بوده و خود رو می‌باشد.
شکل ظاهری معمول این گیاه، گلی با رنگ‌های قرمز تا بنفش و برگ‌هایی رنگ رفته و دارای رنگ سبز مایل به زرد و به‌همراه رگه‌های سفیدرنگ هستند.